# Harvest Moon (Neil Young)
| Recensione     | Giudizio |
| -------------- | -------- |
| AllMusic       |          |
| Rolling Stone  |          |
| Piero Scaruffi |          |

Harvest Moon è un album discografico del musicista canadese Neil Young pubblicato nel 1992 dalla Reprise Records.

## Descrizione
È un ritorno ad atmosfere più rilassate e viene considerato il seguito ideale di Harvest dopo 20 anni esatti, come suggeriscono il titolo e la presenza della backing band The Stray Gators riformatasi per l'occasione.
Convalescente da una forma acuta di acufene sopraggiunta all'epoca della registrazione dell'album Ragged Glory e del successivo tour (che produsse l'album dal vivo Weld), Young era determinato nel voler fare ritorno in studio. Tornato a Nashville, e raggiunto dal compatriota Ben Keith, Young mise da parte la chitarra elettrica, per ritornare alle atmosfere acustiche folk rock e country di album come Harvest, Comes a Time e Old Ways.

## Tracce
- Tutte le canzoni sono opera di Neil Young.

1. Unknown Legend – 4:32
2. From Hank to Hendrix – 5:12
3. You and Me – 3:45
4. Harvest Moon – 5:03
5. War of Man – 5:41
6. One of These Days – 4:55
7. Such a Woman – 4:36
8. Old King – 2:57
9. Dreamin' Man – 4:36
10. Natural Beauty – 10:22

## Formazione
- Neil Young & The Stray Gators:
  - Neil Young: chitarra, banjo, pianoforte, organo, vibes, voce
  - Ben Keith: pedal steel guitar, dobro, basso marimba, voce
  - Kenny Buttrey: batteria
  - Tim Drummond: basso, marimba, broom
  - Spooner Oldham: pianoforte, organo, tastiera
- Linda Ronstadt: voce
- James Taylor: voce
- Nicolette Larson: voce
- Astrid Young: voce
- Larry Cragg: voce
- Archi (in Such a woman):
  - Maria Newman
  - Robin Lorenz
  - Berg Garabedian
  - Betty Byers
  - Valerie Dimond
  - Carrie Prescott
  - David Stenke
  - Larry Corbett
  - Greg Gottlieb
  - Haim Sitrum
  - Cindy McGurty
  - Harris Goldman
  - Israel Baker
  - Rick Gerding
  - Matt Funes
  - Adriana Zoppo
  - Ericka Duke
  - David Shamban

## Cover
- Cassandra Wilson registrò una cover di Harvest Moon, che incluse nel suo disco del 1995 New Moon Daughter.
- Ann Wilson, cantante principale degli Heart, registrò una cover di War of Man per la sua uscita da solista del 2007 Hope & Glory con Alison Krauss.
- Ben Gibbard, cantante principale dei Death Cab for Cutie, cantò una versione live di Harvest Moon il 7 maggio 2007 durante uno show a Somerville, Massachusetts.
- Unknown Legend è stata cantata a cappella da Tunde Adebimpe dei TV on the Radio nel film Rachel Getting Married del 2008.
- I Pearl Jam eseguirono spesso una cover di Harvest Moon durante il loro tour autunnale in Canada nel 2005.